# Avianca-Flug 011
Am 27. November 1983 verunglückte eine Boeing 747 auf dem Avianca-Flug 011 (Flugnummer: AV011) nahe dem Flughafen Madrid-Barajas, nachdem die Maschine die Sicherheitsflughöhe unterschritten hatte. Bei dem Unfall kamen 181 Insassen ums Leben; 11 Fluggäste wurden schwer verletzt. Der Zwischenfall ist nach der Flugzeugkatastrophe von Teneriffa der bislang zweitschwerste Flugunfall in Spanien.

## Flugroute und Insassen
Avianca hatte in den 1950er Jahren einen Liniendienst von Bogotá über Caracas, Madrid und Paris nach Frankfurt eröffnet. Die letzte Etappe nach Frankfurt wurde am 26. November 1983 aus organisatorischen Gründen nicht bedient, so dass der Rückflug nach Kolumbien an diesem Tag in Paris begann. Der dortige Start verzögerte sich um 80 Minuten, weil 55 Passagiere aus Frankfurt erwartet wurden, die mit einem Linienflug der Lufthansa eintrafen.
Auf dem Streckenabschnitt nach Madrid beförderte die Maschine 169 Passagiere, darunter zahlreiche Künstler, Intellektuelle und die lateinamerikanischen Schriftsteller Jorge Ibargüengoitia, Ángel Rama, Manuel Scorza und Marta Traba, die zu einem Literaturkongress nach Bogotá reisten. Auch die spanische Pianistin Rosa Sabater befand sich an Bord. Die Besatzung bestand aus 19 Personen. Zudem waren vier weitere Crewmitglieder an Bord, die auf der ersten Etappe des Fluges dienstfrei hatten.

## Unfallhergang
Die Boeing 747-283B Combi startete um 22:25 Uhr vom Flughafen Paris-Charles-de-Gaulle und stieg auf eine Reiseflughöhe von knapp 11.300 Metern (37.000 Fuß). Die Maschine wurde um 23:31 Uhr an die spanische Flugsicherung übergeben und bekam eine Streckenfreigabe zum Drehfunkfeuer Campo Real (VOR CPL), das südöstlich des Madrider Flughafens lag. Der Flug dorthin sollte über Pamplona, Barahona und Castejón erfolgen. Der Besatzung wurde 15 Minuten später die Erlaubnis erteilt, auf 5.800 Meter (19.000 Fuß) zu sinken. Als die Maschine um 23:52 Uhr Barahona überflog, forderte die Flugsicherung die Piloten auf, das Drehfunkfeuer CPL direkt anzusteuern und den Sinkflug auf 2.800 Meter (9.000 Fuß) fortzuführen. Vier Minuten später übernahm die Madrider Anflugkontrolle die Flugleitung.
Als die Maschine um 00:00 Uhr die vorgegebene Höhe erreichte, bekam die Besatzung die Freigabe für einen ILS-Anflug auf die Landebahn 33. Danach sank das Flugzeug auf 1.220 Meter (4.000 Fuß). Eine Minute später wurden die Piloten aufgefordert, ihren Anflug auf die Landebahn 33 über das VOR CPL fortzusetzen und Kontakt mit dem Madrider Kontrollturm aufzunehmen. Die Maschine befand sich zu diesem Zeitpunkt etwa 13 Kilometer (7 NM) nördlich des Drehfunkfeuers. Der Kapitän leitete unmittelbar darauf eine Rechtskurve ein und verließ die übliche Anflugroute. Die Boeing 747 ging mit ausgefahrenem Fahrwerk auf einen westlichen Kurs von 284 Grad und steuerte direkt auf den äußeren Markierungssender (NDB, outer marker) des ILS-Gleitpfades zu. Währenddessen sank die vom Autopiloten gesteuerte Maschine weiter mit etwa 380 Metern (1.250 Fuß) pro Minute.
Das Ground Proximity Warning System (GPWS) löste um 00:06:05 Uhr einen Bodenannäherungsalarm aus, auf den die Piloten nicht korrekt reagierten. Anstatt in den Steigflug überzugehen, deaktivierten sie den Autopiloten und verringerten die Sinkrate nur geringfügig. Um 00:06:19 Uhr kam es zu einem ersten Bodenkontakt in etwa 750 Metern Seehöhe (2.247 Fuß MSL). Mit einer Geschwindigkeit von ca. 265 km/h (142 Knoten) streifte die Boeing 747 mit dem äußeren rechten Triebwerk sowie mit mehreren Rädern des Hauptfahrwerks einen Hügelkamm. Dabei durchtrennte die rechte Tragfläche einen Baum und wurde beschädigt. Das Flugzeug begann nach rechts zu rollen und stieß drei Sekunden später mit dem Hauptfahrwerk gegen einen zweiten Hügel. Die Maschine legte weitere 360 Meter zurück, wobei ihr Querneigungswinkel zunahm. Die rechte Tragfläche schlug sechs Sekunden später auf den Boden und wurde abgerissen. Das Flugzeug drehte sich daraufhin in Rückenlage, zerbrach in fünf Haupttrümmerteile und ging in Flammen auf. Die 11 überlebenden Insassen saßen an den Bruchstellen des Rumpfes und wurden aus der Kabine geschleudert.

## Unfallursache
Das Anflugverfahren für die Landebahn 33 sah einen Überflug des Drehfunkfeuers CPL in mindestens 1.220 Metern (4.000 Fuß) Höhe vor. Anschließend hätte die Maschine auf einen Kurs von 297 Grad schwenken sollen, um den ILS-Gleitpfad zu schneiden und auf diesen einzudrehen. Die Mindestflughöhe am äußeren Markierungssender des ILS (outer marker) war mit 3.282 Fuß angegeben. Die Besatzung hielt weder das korrekte Anflugverfahren noch die vorgeschriebenen Mindestflughöhen ein.
Bereits über Barahona wirkte der für die Navigation zuständige Kopilot unkonzentriert. Er verwechselte die Frequenzen der Funkfeuer in Barahona und Castejón miteinander, sodass die Besatzung ihre Position erstmals falsch einschätzte. Die Piloten wurden von der Flugsicherung informiert, dass sie Barahona passiert hätten und nun einen direkten Kurs auf das Drehfunkfeuer CPL (VOR CPL) setzen sollten. Dem Kopiloten gelang es nicht, die Koordinaten des Funkfeuers in das Trägheitsnavigationssystem einzugeben, sodass der Kapitän diese Aufgabe übernehmen musste. Anschließend vergaß die Besatzung, den Navigationsmodus des Autopiloten zu aktivieren, wodurch der bisherige Kurs weitere drei Minuten lang beibehalten wurde.
Während sich das Flugzeug dem VOR CPL aus nördlicher Richtung näherte, ging der Kopilot das Anflugverfahren für die Landebahn 33 durch. Der Kapitän forderte ihn auf, die vorgeschriebene Mindestflughöhe am äußeren ILS-Markierungssender zu nennen, wobei dem Kopiloten ein Zahlendreher unterlief: Statt 3.282 Fuß gab er 2.382 Fuß an, was einem Höhenunterschied von rund 300 Metern entsprach. Der Kapitän setzte den Sinkflug entsprechend dieser Information fort, obwohl die Maschine bis zum VOR CPL auf 4.000 Fuß bleiben sollte. Um schneller Höhe abzubauen, reduzierte der Kapitän die Fluggeschwindigkeit. Hierzu setzte er die Landeklappen auf 10 Grad und fuhr das Fahrwerk aus.
Unmittelbar nachdem die Anflugkontrolle die Weisung erteilt hatte, Kontakt mit dem Kontrollturm aufzunehmen, drehte der Kapitän auf einen westlichen Steuerkurs. Die Maschine verließ etwa 11 Kilometer (5,8 NM) nördlich des VOR CPL die vorgegebene Flugroute und hielt direkt auf das Voreinflugzeichen (outer marker) zu. Der Grund dafür blieb unklar. Die Ermittler vermuteten, dass die Piloten ausschließlich mit dem Radiokompass (ADF) navigierten und dabei die Entfernungsanzeige zum Funkfeuer CPL nicht beachteten oder diese einen falschen Wert lieferte. Das GPWS löste um 00:06:05 Uhr einen Alarm aus und wies auf die Bodenannäherung hin. Der Kapitän deaktivierte zwar neun Sekunden später den Autopiloten, setzte den Sinkflug aber manuell fort. Der erste Bodenkontakt erfolgte 14 Sekunden nach dem Auslösen des Alarms.
Die Ermittler kritisierten neben dem Verhalten der Besatzung auch die Arbeitsweise der Flugsicherung. So wurde die Maschine von der Anflugkontrolle an den Kontrollturm übergeben, ohne dass ein Positionsabgleich erfolgte. Die Piloten erhielten zwar mehrfach die Aufforderung, den Sinkflug in Richtung des Drehfunkfeuers CPL fortzusetzen, doch wurde ihnen dabei keine Höhe genannt. Die Fluglotsen gingen davon aus, dass die Besatzung diese Information nicht benötigte, weil alle Anflüge auf die Landebahn 33 über das VOR CPL erfolgten und an diesem eine Mindestflughöhe von 4.000 Fuß galt. Die Anflugkontrolle verlor bereits vor dem Einleiten der Kursänderung den Radarkontakt zur Maschine, informierte aber weder die Besatzung noch den Kontrollturm über das Ende der Radarüberwachung. Die Kursabweichung und der Unfall des Flugzeugs blieben somit unbemerkt. Der Fluglotse im Kontrollturm versuchte noch mehrfach, einen Funkkontakt mit den Piloten herzustellen, und löste erst um 00:19 Uhr einen Alarm aus.